# Pistolero senza onore
Pistolero senza onore (Gun Battle at Monterey) è un film del 1957 diretto da Sidney Franklin Jr. e Carl K. Hittleman.
È un film western statunitense con Sterling Hayden, Pamela Duncan e Ted de Corsia.
Dagli anni ottanta viene trasmesso nella televisione italiana col titolo La battaglia di Monterey.

## Produzione
Il film, diretto da Sidney Franklin Jr. e Carl K. Hittleman su una sceneggiatura di Jack Leonard e Lawrence Resner, fu prodotto da Carl K. Hittleman per la Allied Artists Pictures e girato nel Leo Carrillo State Beach a Malibù e nel Red Rock Canyon State Park a Cantil, in California. I titoli di lavorazione furono No Place to Die e Man from Monterey.

## Distribuzione
Il film fu distribuito con il titolo Gun Battle at Monterey negli Stati Uniti dal 27 ottobre 1957 (première a San Francisco il 16 ottobre 1957) al cinema dalla Allied Artists Pictures.
Altre distribuzioni:
- in Germania Ovest nel dicembre del 1958 (Dem Henker ausgeliefert)
- in Austria nel gennaio del 1959 (Dem Henker ausgeliefert)
- in Finlandia il 28 aprile 1961 (Revolverikaksintaistelu)
- in Italia nel 1963 (Pistolero senza onore) (cinema)
- in Italia nel 1982 (La battaglia di Monterey) (televisione)
- in Finlandia il 20 luglio 1973 (redistribuzione)

## Promozione
Le tagline sono:
- ""Loving is better than killing, Cowboy! Put your gun away!"".
- "KISS OR KILL!..."Take him upstairs! If he has a scar on his back, you'll know what to do!"".
- "It starts with a shot in the back...and travels a hundred miles to TERROR!".
- "The was the bloody payoff for the West's most infamous double-cross!".
- "THE WEST'S BLOODIEST DOUBLE-CROSS! (original poster-all caps)".
- "GUN-HOT! ROPE-RAW!...it starts with a shot in the back and travels a hundred miles to TERROR".